# نهنگ سئی
نهنگ سئی(به انگلیسی: Sei Whale) (ˈseɪ)، گونه‌ای نهنگ است.
در اواخر قرن نوزدهم و اوایل قرن بیستم بیش از ۲۳۸٬۰۰۰ نهنگ سئی صید شد. و به همین دلیل اکنون این پستاندار تحت حفاظت بین‌الملی است، اگرچه در ابعاد محدود این نهنگ برای پژوهش و در ژاپن و ایسلند شکار می‌شود. از ۲۰۰۶ تعداد ۵۶٬۰۰۰ نهنگ از این گونه باقی‌مانده که یک پنجم تعداد آن قبل از شکار توسط انسان‌ها است.
این نهنگ ها سریع‌ترین نهنگ های جهان هستند و با حداکثر سرعت ۵۰ کیلومتر بر ساعت می‌توانند شنا کنند.